# Annika Doppler
Annika Doppler (* 14. Januar 1992 in München) ist eine deutsche Fußballspielerin, die von 2006 bis 2014 dem FC Bayern München angehörte und seit 2018 beim TSV Murnau unter Vertrag steht. Zudem war sie von 2007 bis 2012 Nationalspielerin, die zuletzt für die U20-Nationalmannschaft zum Einsatz gekommen war.

## Sportlicher Werdegang

### Vereine
Doppler begann im Alter von sechs Jahren beim TSV Feldkirchen mit dem Fußballspielen, wechselte im Alter von zehn Jahren zum FC Ismaning, im Jahr darauf zum TSV Grünwald, bevor sie im Alter von 14 Jahren vom FC Bayern München verpflichtet wurde. In der Zeit vom 16. September 2006 bis 10. November 2007 bestritt sie zunächst 17 Punktspiele in der Bayernliga Süd. Bei ihrem Debüt – beim 14:0-Sieg im Heimspiel gegen den SV Schechen – erzielte sie ihre ersten beiden Tore.
Zur Saison 2008/09 rückte sie in die Zweite Mannschaft auf und bestritt vom 7. September 2008 bis 24. Mai 2009 16 Einsätze in der Regionalliga Süd. Damit trug sie zur Meisterschaft und dem Aufstieg in die 2. Bundesliga Süd bei, in der sie vom 21. März bis 9. Mai 2010 in sechs Punktspielen zum Einsatz kam. Ihr erstes Tor im Seniorenbereich erzielte sie am 2. Mai 2010 (21. Spieltag) bei der 1:3-Niederlage im Heimspiel gegen den SC Sand mit dem Treffer zum 1:1 in der 28. Minute.
Zwischenzeitlich kam sie vom 20. September 2009 (1. Spieltag) bis 11. April 2010 (18. Spieltag) für die erste Mannschaft in der Bundesliga zum Einsatz. Ihr erstes von elf Punktspielen bestritt sie beim 3:0-Sieg gegen die SG Essen-Schönebeck im Sportpark Aschheim. Ihr erstes von vier Toren erzielte sie in ihren 14 Punktspielen in der Folgesaison am 10. Oktober 2010 beim 4:0-Sieg im Auswärtsspiel gegen den VfL Sindelfingen mit dem Treffer zum 1:0 in der 41. Minute. Ihr letztes Bundesligaspiel bestritt sie in der torlosen Begegnung beim 1. FC Saarbrücken. Fortan spielte sie nur noch für die Zweite Mannschaft, für die sie bis zum Saisonende 2013/14 noch 63 Punktspiele bestritt und elf Tore erzielte.
In der Saison 2015/16 gehörte sie dem in der Bezirksoberliga Oberbayern spielenden TSV Gilching-Argelsried an, kam jedoch in keinem Punktspiel zum Einsatz. Zur Saison 2016/17 wechselte sie zum FC Stern München, für den sie drei Punktspiele in der Bayernliga absolvierte. Zur Saison 2018/19 wechselte sie zum Bezirksligisten TSV Murnau und stieg direkt in die Bezirksoberliga auf.

### Nationalmannschaft
Doppler debütierte im Nationaltrikot der U15-Nationalmannschaft am 11. April 2007 in Buckinghamshire beim 2:0-Sieg über die Auswahl Englands; ihr erstes Länderspieltor erzielte sie am 13. August 2007 in Holzwickede mit dem Treffer zum 3:0-Endstand über die Auswahl Dänemarks. Für die U16-Nationalmannschaft debütierte sie am 30. Oktober 2007 in Wiesloch beim 7:0-Erfolg über die Auswahl Frankreichs; mit dem 6:0 in der 57. Minute gelang ihr auch das erste Tor für diese Auswahlmannschaft. 2008 gewann sie mit der U16-Auswahl auf Island mit 5:0 über Frankreich den Nordic Cup. Am 9. April 2009 gab sie in Sopron ihr Debüt für die U17-Nationalmannschaft; beim 4:0-Sieg über die U17-Nationalmannschaft Russlands erzielte mit dem zwischenzeitlichen 2:0 auch ihr erstes Länderspieltor. 2009 wurde sie mit der U17-Auswahl gar Europameister, da sie mit der Mannschaft beim vom 22. bis 25. Juni stattfindenden Turnier in Nyon (Schweiz) ins Finale kam und dort die U17-Nationalmannschaft Spaniens mit 7:0 besiegte. Für die U19-Nationalmannschaft debütierte sie am 27. Oktober 2009 in Hameln beim 1:0-Sieg über die U19-Nationalmannschaft Schwedens. Am 29. März 2009 erzielte sie beim 8:0-Sieg in und gegen die Auswahl Serbiens drei ihrer fünf Länderspieltore. Ihr U20-Länderspiel-Debüt in La Manga im Rahmen eines Vier-Nationen-Turniers am 9. Februar 2012, währte beim 1:1-Unentschieden gegen die Auswahl Norwegens nur fünf Minuten, da sie verletzungsbedingt für Kristin Demann ausgewechselt werden musste.

## Erfolge
- U17-Europameister 2009
- Nordic-Cup-Sieger 2008
- Bundesliga-Cup-Sieger 2011
- Finalist B-Jugendmeisterschaft 2007, 2008
- Oberbayerischer Hallenmeister 2003 (Jungenmannschaft)

## Sonstiges
Aus Anlass der in Deutschland stattfindenden Weltmeisterschaft 2011 griff das deutsche Playboy-Magazin das Thema auf und lichtete neben Annika Doppler auch die Spielerinnen Ivana Rudelić, Julia Šimić, Kristina Gessat und Selina Wagner in der Juli-Ausgabe ab.